# Beaulieu, Haute-Loire

Beaulieu este o comună în departamentul Haute-Loire, Franța. În 2009 avea o populație de 916 de locuitori.